# La sucursal
La sucursal es una película colombiana dirigida por Mario Ribero, estrenada el 11 de abril de 2019 y protagonizada por Adriana Ricardo, Waldo Urrego, José Daniel Cristancho, Alejandra Buitrago, Gill González Hoyos y Ricardo Mejía. Es la precuela de la película El paseo 5.

## Sinopsis
Bienvenidos a la Sucursal zona industrial del Banco Nacional Obrero. Un Banco y una Sucursal como cualquier banco y como cualquier otra sucursal. Bueno … aunque este banco no es precisamente la sucursal del cielo ni sus empleados unos angelitos. En fin... Pero como el trabajo lo hizo Dios como castigo después de tanto paseo a sus empleados les tocó volver a camellar. Pero volver a la rutina no será fácil, porque nada mejor para nublar el clima laboral que una encuesta de clima laboral, que revelará quién es quién en ésta oficina. Cuidado! Alisten las hojas de vida porque no habrá recomendación que valga para salvarles el puesto. Ahora la jefa tendrá que hacer algo más que un taller de control de la ira para vigilar a esta brigada de chismosos ya que no habrá simulacro que los salve del fin del mundo. Prepárense! La función apenas comienza porque toda oficina es un circo y nosotros los payasos.

## Reparto[5]
- Adriana Ricardo como Alicia
- Waldo Urrego como Jorge Maldonado
- Ricardo Mejía como John Martínez
- José Daniel Cristancho como Álvaro
- Gill González Hoyos como Flor "La Pastusita"
- Alejandra Buitrago como Brigitte
- Paola Moreno como Carmenza
- John Álex Castillo como Fernando "Fercho"
- Alma Rodríguez como Silvia
- María Irene Toro como Marina
- Catalina Londoño como Manuela
- Juan Manuel Lenis como López (Motivador Coach)
- Helga Díaz como Adelaida